# EUROGEO
EUROGEO je evropska znanstvena zveza, ki mreži geografe. Je mednaodna nevladna organizacija. Od leta 1987 EUROGEO sodeluje na mednarodnih konferencah NVO, ki jih pripravlja Svet Evrope. EUROGEO bila ustanovljena leta 1979 pod imenom Evropska stalna konferenca učiteljev geografije (ESCGTA). Na začetku je bila zveza društev. Leta 1994, ko so druge evropske države postale članice, je združenje prevzelo ime svojega biltena EUROGEO: Evropska mreža združenj učiteljev geografije. 
Glavni cilji organizacije so bili svetovanje in spodbujanje evropske razsežnosti v geografskem izobraževanju in poučevanju o evropskih državah kot prispevek k razvoju evropske razsežnosti v izobraževanju. Člani so bila združenja učiteljev geografije in geografska združenja iz vse Evrope. Predsedniki teh združenj ali njihovi predstavniki so se udeleževali dvoletnih srečanj, ki jih je prvotno organizirala in financirala Evropska komisija v Bruslju.
Vsako leto poteka konferenca v eni od sodelujočih držav. Slovenija jo je organizirala v času od 29. do 31. avgusta 2019 v Ljubljani pod naslovom Skrite geografije.
Članici združenja sta tudi Zveza geografov Slovenije in Društvo učiteljev geografije Slovenije.